# Richard Arnowitt
Richard Lewis Arnowitt (3. května 1928 – 12. června 2014) byl americký fyzik známý díky příspěvkům k teoretické částicové fyzice a obecné relativitě.
Arnowitt byl profesorem fyziky na Texas A&M University, kde byl členem katedry fyziky.
Jeho výzkum se zaměřoval na supersymetrii a supergravitaci, od fenomenologie (a to jak najít důkazy o supersymetrii na současných a plánovaných urychlovačích částic, nebo při výzkumu temné hmoty) k teoretickým otázkám teorie strun a M-teorie.
V rámci obecné relativity byl nejvíce znám pro rozvoj ADM formalismu (s Stanleym Deserem a Charlesem Misnerem), což je zhruba řečeno způsob, jak popisovat časoprostor jako prostor vyvíjející se v čase, což umožňuje přepracování Einsteinovy teorie z hlediska obecnějšího formalismu používaného ve fyzice k popisu dynamických systémů, a to Hamiltonova formalismu. V rámci tohoto formalismu, je k dispozici také jednoduchý způsob, jak globálně definovat veličiny jako je energie nebo ekvivalentně hmotnost (tzv. ADM hmota/energie), což v obecné teorii relativity není vůbec triviální.
Arnowitt je rovněž znám pro práci s Ali Chamseddinem a Pranem Nathem, s nimiž vyvinul teorii supergravitace velkého sjednocení (s gravitací zprostředkovávající narušování). Tato práce umožnila sjednocení tří sil mikroskopické fyziky na velmi vysoké hmotnostní škále (výsledky následně nepřímo ověřeny v CERNu na urychlovači LEP). Nejjednodušší verze, takzvaná mSUGRA, se dnes běžně používá k hledání nové fyziky na vysokoenergetických urychlovačích. Kromě toho, Arnowittova práce s Marvinem Girardeauem na mnohačásticové teorii kapalného hélia podnítila mnoho aplikací v této oblasti.